# Long Island Railroad
Le Long Island Rail Road (sigle de l'AAR : LI), ou LIRR est un ensemble de lignes de train de banlieue qui dessert les banlieues Est de New York situées sur l'île de Long Island. Le réseau fait partie de la Metropolitan Transportation Authority (MTA).

## Géographie

Carte du réseau actuel.

Le Long Island Rail Road constitue les lignes de banlieue les plus utilisées des États-Unis, avec 89,3 millions de passagers transportés par an, et le plus ancien à encore circuler sous son nom d'origine. Les deux lignes du LIRR se divisent en huit branches et desservent 124 gares sur plus de 1 100 kilomètres de voies sur les deux côtes de l'ile. Chaque jour de la semaine, il assure plus de 303 000 voyages à ses usagers. Il appartient à la Metropolitan Transportation Authority, qui l'a baptisé MTA Long Island Rail Road.
Le Long Island Rail Road fonctionne depuis 1834 et possède de nombreuses correspondances avec le métro de New York.

## Histoire

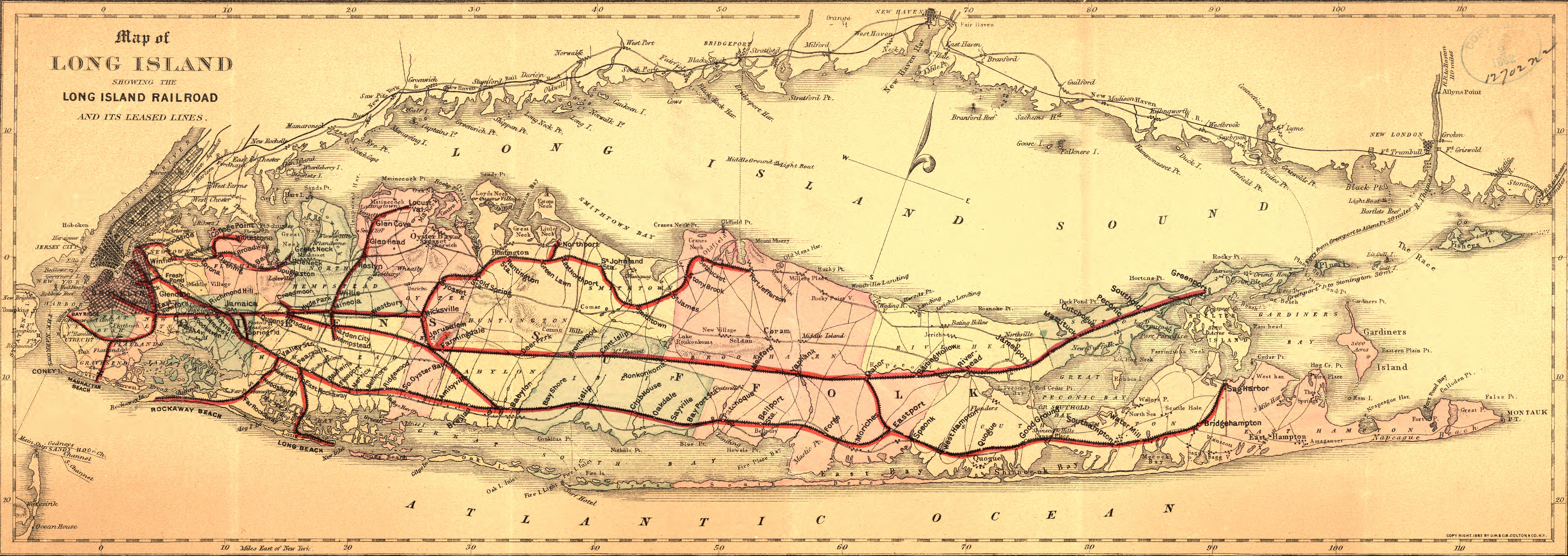
Carte du réseau en 1882.

Créé en 1836, le Long Island Rail Road est le résultat de la fusion de nombreuses compagnies au cours du XIXe siècle. Le Pennsylvania Railroad (PRR) prit des participations dans le LIRR en 1900, afin d'avoir un accès direct vers Manhattan. Pendant la période du PRR, les problèmes financiers furent permanents de 1928 à 1949. Il fut racheté par l'organisme public Metropolitan Transportation Authority (MTA) en 1966. C'est le plus vieux chemin de fer ayant conservé son nom d'origine, mais c'est aussi celui dont le réseau est le plus chargé d'Amérique du Nord avec 89,3 millions de passagers par an. Composé de 2 lignes principales et de 8 embranchements importants, il comporte 124 gares pour 1 100 km de voie. En plus des liaisons de banlieue, le LIRR assure des trains de voyageurs vers l'Est de Long Island, grâce au Cannonball, dont l'existence remonte aux années 1890.
Depuis 1997, le service marchandise est exploité par le New York & Atlantic Railway, comprenant trois embranchements pour le fret et le dépôt de Bay Bridge Yard (Brooklyn).
Le logo actuel, figurant sur les côtés des trains, combine le marquage circulaire MTA et le texte Long Island Rail Road.

## Le service passagers

### Les gares importantes
Le LIRR possède deux grandes gares terminus dans Manhattan et Brooklyn et une grande gare de correspondance dans le Queens.
- Pennsylvania Station : située dans le centre de Manhattan, c'est la plus chargée des trois, avec 500 trains quotidiens au départ[3]. Elle est atteinte via les East River Tunnels d'Amtrak. Des correspondances existent également avec le métro de New York grâce à la proximité de deux stations : l'une anciennement de l'IRT et l'autre de l'ex IND.
- Atlantic Terminal (anciennement appelé Flatbush Avenue Station) : située dans le centre de Brooklyn, au croisement de Flatbush Avenue et d'Atlantic Avenue, elle est desservie par la plupart des autres trains[3]. Une correspondance existe aussi avec le métro.
- Jamaica Station : située dans le quartier de Jamaica dans le Queens, où se trouve la direction du LIRR[5], elle comporte 8 voies, 6 quais et un dépôt. Des correspondances sont possibles avec toutes les lignes du LIRR excepté le Port Washington Branch. De plus, des changements sont possibles avec 3 lignes de métro, de nombreuses lignes de bus et le AirTrain JFK, train aérien automatisé allant vers l'aéroport John-F.-Kennedy[6].
- Hunterspoint Avenue Station et Long Island City Station : Quelques trains quotidiens desservent la gare de Hunterspoint Avenue et le terminus de Long Island City sur l'East River à Long Island City[3]. De ces deux gares, des correspondances sont possibles avec le métro de l'ancien IRT Flushing Line permettant d'atteindre le centre de Manhattan.
- East Side Station : un accès à une quatrième grande gare est actuellement en construction. En 2022, le LIRR devrait ouvrir une nouvelle voie vers la Grand Central Terminal via l'East Side Station. La ligne traversera l'East River via le tunnel de la 63e rue (63rd Street Tunnel) en passant sous la ligne actuelle, de l'ex IND, de la 63rd Street Line. Ce nouvel accès devrait fluidifier la circulation en augmentant le nombre de trains aux heures de pointe[7],[8]

### Les lignes
Toutes les lignes, sauf une, passent par Jamaica. À l'ouest de cette gare, le réseau est connu sous le nom de City Terminal Zone. Il inclut des tronçons de la ligne principale et des embranchements de l'Atlantic and Montauk Branches, mais aussi les East River Tunnels d'Amtrak menant à la gare de Penn Station à Manhattan.
Ronkonkoma branch:
L’embranchement partiellement électrifié de New York à Rokonkoma via Jamaica grâce à une rupture de charge à Rokonkoma permet de rejoindre Greenport en diesel.
Montauk Branch :
Cet embranchement relie Long Island City à Montauk via Jamaica.
Atlantic Branch :
L'embranchement électrifié de l'Atlantic Branch relie le centre-ville de Brooklyn vers Jamaica à l'est, puis à Valley Stream.
Port Washington Branch :
L'embranchement électrifié de Port Washington, le seul à ne pas desservir Jamaica, relie Woodside à Port Washington.
Port Jefferson Branch:
L'embranchement de Port Jefferson relie Jamaica à Hicksville puis se détache vers Huntington par une ligne électrifiée. La suite du trajet de Huntington à Port Jefferson s'effectue sur une ligne non électrifiée grâce à des machines diesel.
Hempstead Branch:
L'embranchement électrifié de Hempstead relie Jamaica à Floral Park, puis se sépare vers Hempstead.
West Hempstead Branch :
L'embranchement électrifié de West Hempstead relie Jamaica à Valley Stream puis se sépare vers West Hempstead.
Oyster Bay Branch :
L'embranchement d'Oyster Bay relie Jamaica à Mineola puis se détache vers Oyster Bay. Seule la section située entre Mineola et East Williston est électrifiée.
Central Branch :
L'embranchement Central, pour machines diesel uniquement, relie Bethpage à Babylon, permettant une trajet alternatif vers l'embranchement de Montauk.
Far Rockaway Branch :
L'embranchement électrifié de Far Rockaway relie Jamaica à Valley Stream puis se détache vers Far Rockaway.
Long Beach Branch :
L'embranchement électrifié de Long Beach relie Jamaica à Valley Stream et Lynbrook avant de se détacher vers Long Beach.
En plus de son service de banlieue, le LIRR exploite des trains de vacanciers. Le plus ancien est le Cannonball qui, depuis 1895, relie Long Island City aux Hamptons (Southampton et East Hampton) puis Montauk. Le Sunrise Special, train de première classe, fut rajouté en 1926 pour relier Montauk. Durant un temps, il avait des voitures Pullman avec salons et des wagons-lits pour recevoir des voyageurs en provenance de Pittsburgh et Washington via la gare de Penn Station.
Un autre train local, le « Scoot », reliait Greenport à Amagansett sur la presqu'île sud-est de Long Island. Il fut supprimé en février 1931 à la suite des conséquences de la Grande Dépression en 1929 et de la concurrence de l'automobile.

### Matériel roulant
Long Island Rail Road exploite actuellement une flotte de trains électriques fonctionnant en unités multiples composées de 836 M7 et de 170 M3. Une rame type comporte un minimum de 6 voitures et un maximum de 12.
En complément, 134 voitures C3 à 2 niveaux sont utilisées et remorquées par des locomotives diesel-électriques composées de 134 DE30AC et 23 DM30AC.

## Le service marchandise
Ces dernières années, il parut évident d'améliorer le service marchandise entre New York et Long Island. Il était paradoxal de continuer à livrer l'agglomération new-yorkaise principalement par camions, alors que la circulation routière était très difficile et que le réseau ferré était le plus développé du pays.
En mai 1997, le service fret franchisé fut attribué au New York and Atlantic Railway, filiale de l'Anacostia and Pacific Company. Le New York & Atlantic dispose de son propre matériel et de son propre personnel, mais utilise les voies du LIRR. À l'est, il dessert les embranchements de West Hempstead, Port Jefferson et Montauk, ainsi que Southold sur la ligne principale. À l'ouest, il circule sur des lignes uniquement consacrées au fret et constituées par les embranchements de Bay Ridge et Bushwick, ainsi que la ligne presque exclusivement réservée au fret de "Lower Montauk" à "Fresh Pond Junction" dans le Queens, une interconnexion est réalisée avec le CSX Transportation, le Canadien Pacific et le Providence & Worcester Railroad.

### Les lignes du service fret
Quatre lignes non électrifiées sont utilisées uniquement par le fret, elles sont exploitées par le New York & Atlantic Railway.
Long Island City – Southold :
Cette ligne principale de 145 km dessert les gares suivantes : Long Island City, Jamaica, Queens Village, New Hyde Park, Westbury, Hicksville, Bethpage, Farmingdale, Wyandanch, Deer Park, Brentwood, Central Islip, Holtsville Medford Yaphank Upton Calverton Riverhead, Mattituck et Southold.
Montauk Branch :
Cet embranchement de 151 km dessert les gares suivantes : Long Island City, Blissville, Nichols Siding, Fresh Pond, Glendale, Richmond Hill, Jamaica, Valley Stream, Freeport, Babylon, Bay Shore, Islip, Sayville, Patchogue, Eastport, Speonk, Southampton, Bridgehampton.
Bay Ridge Branch :
Cet embranchement de 17,5 km dessert les gares suivantes : Fresh Pond, Bedford, Bush Junction
(Bay Ridge/65th Street). À Fresh Pond, il rencontre la ligne Fremont Secondary du CSX Transportation, laquelle remonte vers le Hell Gate Bridge pour gagner le Bronx et la Nouvelle-Angleterre. Un service passager exista sur cette ligne jusqu'en 1924.
Bushwick Branch :
Cet embranchement de 5,5 km se détache du Montauk Branch au niveau de la gare de Maspeth pour arriver à Bushwick Terminal. Un service passager exista sur cette ligne jusqu'en 1924.
Port Jefferson Branch :
Cet embranchement de 52 km dessert les gares suivantes : Hicksville, Syosset, Huntington, Greenlawn, Kings Park, St. James, Setauket et Port Jefferson.
West Hempstead Branch :
Cet embranchement de 7,4 km dessert les gares suivantes : Valley Stream et West Hempstead.
Garden City-Mitchel Field Secondary :
Cette ligne est un petit vestige du Central Branch ; elle se détache de l'Hempstead Branch à partir de la gare de Garden City et dessert Uniondale près de l'université Hofstra et le Nassau Veterans Memorial Coliseum. Cette ligne n'accueille aucun train du NYAR.

## Prix
Le 17 mai 2007, le LIRR a reçu le trophée EH Harriman Award de bronze pour sa performance en matière de sécurité en 2006.

## Le service d'ordre
L'ancien service de police du LIRR, fondée en 1863, a fusionné avec celui du Metro-North Railroad pour constituer la Metropolitan Transportation Authority Police (police des transports de New York) en 1998.